# San Marino Calcio 2000-2001
Questa pagina raccoglie le informazioni riguardanti il San Marino Calcio nelle competizioni ufficiali della stagione 2000-2001.

## Rosa
| N. |                       | Ruolo | Calciatore          |
| -- | --------------------- | ----- | ------------------- |
|    | Italia (bandiera)     | A     | Fabio Algeri        |
|    | Italia (bandiera)     | C     | Roberto Biserni     |
|    | Italia (bandiera)     | C     | Mattia Biso         |
|    | Italia (bandiera)     | C     | Federico Carelli    |
|    | Italia (bandiera)     | C     | Stefano Costantini  |
|    | Italia (bandiera)     | A     | Ignazio Damato      |
|    | Italia (bandiera)     | C     | Luigi D'Apice       |
|    | Italia (bandiera)     | C     | Daniele De Battisti |
|    | Italia (bandiera)     | P     | Fabio Fabbri        |
|    | Italia (bandiera)     | D     | Sandro Macerata     |
|    | Italia (bandiera)     | D     | Simone Madocci      |
|    | San Marino (bandiera) | C     | Giacomo Maiani      |
|    | San Marino (bandiera) | C     | Michele Marani      |
|    | Italia (bandiera)     | C     | Davide Marchini     |

| N. |                   | Ruolo | Calciatore         |  |
| -- | ----------------- | ----- | ------------------ |  |
|    | Italia (bandiera) | C     | Antonio Martorella |  |
|    | Italia (bandiera) | C     | Sandro Melotti     |  |
|    | Italia (bandiera) | D     | Paolo Mozzini      |  |
|    | Italia (bandiera) | D     | Mauro Picconi      |  |
|    | Italia (bandiera) | D     | Andrea Ramponi     |  |
|    | Italia (bandiera) | A     | Paolo Rossi        |  |
|    | Italia (bandiera) | C     | Michele Salafrica  |  |
|    | Italia (bandiera) | A     | Andy Selva         |  |
|    | Italia (bandiera) |       | Selva              |  |
|    | Italia (bandiera) | P     | Matteo Spinaci     |  |
|    | Italia (bandiera) | D     | Luca Suprani       |  |
|    | Italia (bandiera) | A     | Andrea Tedeschi    |  |
|    | Italia (bandiera) | D     | Luca Venturi       |  |
|    | Italia (bandiera) | C     | Simone Viroli      |  |